# Челябинская операция
Челябинская операция — наступательная операция 5-й армии Восточного фронта РККА против сил Западной Армии, проходившая в июле — августе 1919 года. Составная часть контрнаступления Восточного фронта.
Наступление Красной армии началось 17 июля после окончания успешных для неё Златоустовской и Екатеринбургской операций. Белогвардейские войска пытались задержать наступление красных на рубеже озеро Чебаркуль — Иртяш, но 20 июля 5-я армия РККА прорвала этот рубеж и начала наступление на Челябинск.
По плану белых, они перегруппировали свои войска и отвели основные силы за Челябинск, с целью заманить красные части в город, а потом окружить и разгромить их. 24 июля красные вступили в Челябинск, а на следующий день белые перешли в контрнаступление. Белые войска наступали двумя группами — северной (под командованием С. Н. Войцеховского, 20 тыс. человек) и южной (командующий — В. О. Каппель, 10 тыс. человек). Группа Войцеховского перерезала железную дорогу Челябинск — Екатеринбург и вышла в тыл 5-й армии. Однако благодаря тому, что 26-я стрелковая дивизия красных не отступила под ударами группы Каппеля, кольцо окружения не было замкнуто. Пока 26-я дивизия сдерживала группу Каппеля, остальные части 5-й армии перегруппировались и совместно с частями 3-й армии, подошедшей с севера, разгромили группу Войцеховского. 4 августа 24-я стрелковая дивизия совместно с партизанами заняли Троицк, а основные силы 5-й армии вышли на рубеж, пролегавший в 25—30 км восточнее Челябинска.
Благодаря успешно проведённой операции войска РККА окончательно заняли весь Урал и получили возможность наступления на Сибирь и Туркестан.